# Casto Prieto Carrasco
Casto Prieto Carrasco (Salamanca, 1886 - La Orbada, 29 de juliol de 1936) va ser un metge, catedràtic universitari i polític espanyol. Va ser el principal dirigent del republicanisme de Salamanca durant la II República i alcalde de la ciutat. Va ser assassinat pels revoltats el juliol de 1936.

## Biografia
Llicenciat en Medicina per la Universitat de Salamanca en 1912, aquest mateix any es va casar amb Ana Carrasco Robledo, de Valverde del Fresno (província de Càceres), localitat a la qual es va traslladar per a l'exercici lliure de la seva professió. En 1915 va obtenir de la Universitat Central de Madrid el títol de doctor, i en 1919 va ingressar per oposició en la Beneficència Municipal de Salamanca. A partir de llavors va publicar articles en la premsa local per denunciar la pèssima situació de la sanitat municipal i es va mostrar partidari d'una socialització de la beneficència pública. En 1919 va obtenir plaça en la Facultat de Medicina de la Universitat de Salamanca com a auxiliar temporal i en 1928 la de catedràtic d'anatomia.
A la proclamació de la República, l'abril de 1931, era dirigent d'Acció Republicana, i va sortir escollit regidor de la Conjunció Republicano-Socialista. Va ser designat pel govern provisional governador civil de Salamanca, càrrec en el qual va estar uns dies. Va presentar la seva candidatura en les eleccions a Corts Constituents de juny de 1931, però no va tenir èxit. Al desembre de 1931 va ser escollit alcalde, a conseqüència de les dimissions prèvies del socialista Primitivo Santa Cecilia i del també republicà Fidel Olivera. Des de l'alcaldia, Casto Prieto va mostrar conèixer en profunditat la realitat de Salamanca i la seva província. Es va proposar com a programa d'actuació la reforma de la hisenda municipal, la urbanització planificada de la ciutat, la millora del proveïment i sanejament de les aigües, la lluita contra l'atur obrer forçós mitjançant les obres públiques i la construcció d'escoles als nous barris. Al mateix temps va desenvolupar una àmplia labor com a president d'Acció Republicana i després d'Izquierda Republicana com un partit de classes mitjanes, obert també als obrers.
Però no va tenir molt temps per desenvolupar el seu programa. A l'octubre de 1934 va ser destituït pel governador civil a causa dels successos revolucionaris, que a Salamanca es van traduir en una vaga general d'una setmana, de la qual, malgrat no haver participat en absolut, va ser acusat de ser un dels seus dirigents.
Al llarg de 1935, per encàrrec de la Facultat de Medicina, va escriure dues ponències sobre l'ensenyament de la medicina a la Universitat de Salamanca per al X congrés de la Societat Internacional d'Història de la Medicina.
A les eleccions del 14 de febrer de 1936, el Front Popular va guanyar còmodament en el districte de Salamanca-ciutat. El nou governador civil va reposar en els seus llocs als regidors cessats a l'octubre de 1934 i, per tant, Casto Prieto va tornar a ser alcalde. També va ser elegit diputat de Izquierda Republicana.

## Mort
Era alcalde de Salamanca quan va esclatar la revolta militar del 18 de juliol de 1936 contra el govern de la República. Creient en les promeses de fidelitat a la legalitat del comandant militar, Manuel García Álvarez, les autoritats republicanes de la província, el governador civil, el mateix alcalde i el president de la Federació Obrera, el diputat socialista José Andrés y Manso, van desistir de convocar la vaga general. No obstant això, l'endemà, diumenge 19, els revoltats van prendre el control de la ciutat sense trobar més resistència que alguns tirotejos aïllats als barris perifèrics. Aquest dia Prieto Carrasco va ser deposat (igual que la resta de regidors del Front Popular) i tancat a la presó provincial. El 28 de juliol va ser tret de la presó, juntament amb José Andrés y Manso, per ordre del comandant militar, per ser conduït a la presó de Valladolid, però tots dos van ser afusellats extrajudicialment en una cuneta de la carretera a Valladolid a la muntanya de La Orbada, a uns trenta quilòmetres de Salamanca, on seria assassinat més tard Atilano Coco Martín.
La seva família va quedar en una situació econòmica molt precària (prova de la qual és la carta que la seva vídua, Ana Carrasco, va enviar a Miguel de Unamuno el 29 de setembre; assassinats com el de Prieto Carrasco van motivar que la inicial simpatia d'Unamuno per la revolta es tornés en decepció i desolació). Acabada la guerra, en 1942, Indalecio Prieto, en el seu llibre Palabras al viento, es preguntaria per les raons de l'assassinat de Prieto Carrasco: Quin delicte va purgar, en ser afusellat, l'il·lustre catedràtic d'Anatomia de la gloriosa Universitat, en Casto Prieto Carrasco? Ser republicà.
Casto Prieto i Ana Carrasco van tenir quatre fills: María Dolores, Alberto Nicolás, Manuel Segundo i Ramona.
En 1986 la Universitat de Salamanca va publicar les dues ponències de Casto Prieto Carrasco per al congrés de la Societat Internacional d'Història de la Medicina, que havien romàs ocults. El juliol del 1936, coincidint amb la revolta militar, el vicerector de la Universitat va rebre els exemplars que aquesta havia manat imprimir, però davant la por que regnava a la ciutat va ordenar-ne la destrucció de tots excepte un, que va guardar a la seva casa, del que es va fer la reproducció facsímil de 1986.